# Carlos Muñoz (pilote automobile)
Pour les articles homonymes, voir Muñoz et Carlos Muñoz.
Carlos Muñoz, né le 22 février 1992  à Bogota (Colombie), est un pilote automobile colombien.